# Blaina
Blaina est une ville du comté de Gwent (Monmouthshire) au pays de Galles.

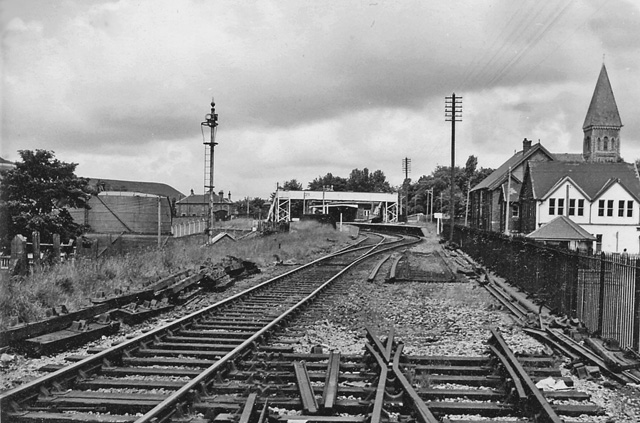
Gare ferroviaire de Blaina en 1966

Sa population était de 4 808 habitants en 2011.